# Close To You (チャンミンのアルバム)
『Close To You』(クローズ トゥ ユー）は、2015年11月18日にavex traxから発売されたチャンミンの1作目のミニアルバム。

## 概要
- ｢CD+DVD+PHOTOBOOK盤｣のみでの発売。[1]
- 東方神起のファンクラブである｢Bigeast｣のオフィシャルショップのみでの販売。

## 収録曲
CD
1. Into The Water
2. 道程
3. Oh No!
4. Rock with U
2013年の「東方神起 LIVE TOUR 2013 〜TIME〜」で披露された楽曲[2]。
5. Gold Dust
6. Admit it, You love it
7. 木枯らしが届く頃に

DVD
1. Into The Water -Video Clip-
2. Jacket Making Movie
3. Into The Water -Video Clip- Off Shot Movie